# Torpedoschutznetz

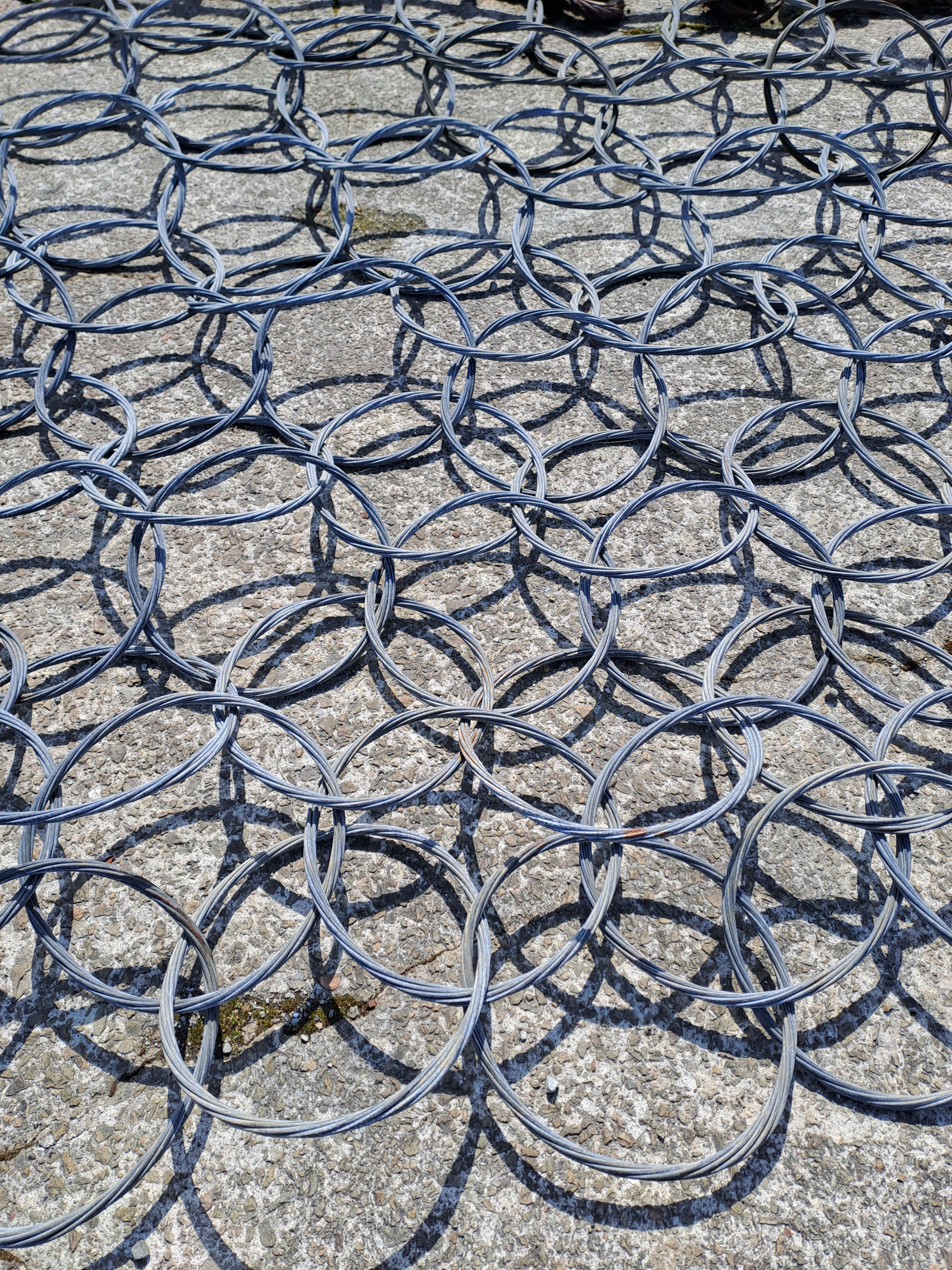
Torpedoschutznetz

Torpedoschutznetze waren Netze aus Stahlringen, die ähnlich einem Reifrock rings um die still liegenden Kriegsschiffe, insbesondere Linienschiffe und Panzerkreuzer, gehängt wurden, um den Schiffskörper vor der Berührung durch Torpedos zu schützen.
Da die Explosion der Torpedos nur schädlich wirkt, wenn sie näher als etwa 3 bis 6 Meter vom Schiff entfernt stattfindet, befestigte man die Schutznetze an horizontal vom Schiffskörper abstehender und etwa 4 bis 7 Meter langer Spieren (Stangen). Sie hingen etwa 6 Meter tief senkrecht im Wasser. An fahrenden Schiffen wurden die Torpedoschutznetze nach misslungenen Versuchen und praktischen Einsatzerfahrungen nicht ausgebracht, da die Netze durch den Strömungsauftrieb an die Oberfläche gehoben wurden und auch die Gefahr bestand, dass sie in die Schiffsschrauben gerieten.
Während des Ersten Weltkrieges wurden zur Überwindung der Schutznetze Torpedos mit sogenannten Netzscheren eingesetzt. Während der Seegefechte stellte sich heraus, dass durch Granatsplitter zerfetzte Torpedonetze in den Schiffspropeller gerieten. Um der Gefahr, dass ein Schiff dadurch manövrierunfähig wird, vorzubeugen, verzichtete die Kaiserliche Marine nach der Skagerrakschlacht auf diese Netze und ließ sie auf allen Schiffen ausbauen.

Torpedoschutznetze wurden auch zum Schutz von Staumauern vor Bombenangriffen installiert. Diese konnten durch den Einsatz von Rollbomben umgangen werden

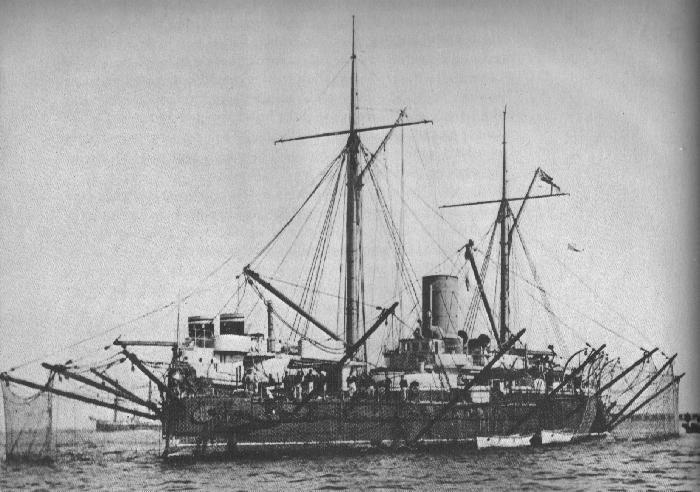
HMS Hotspur mit Torpedonetz
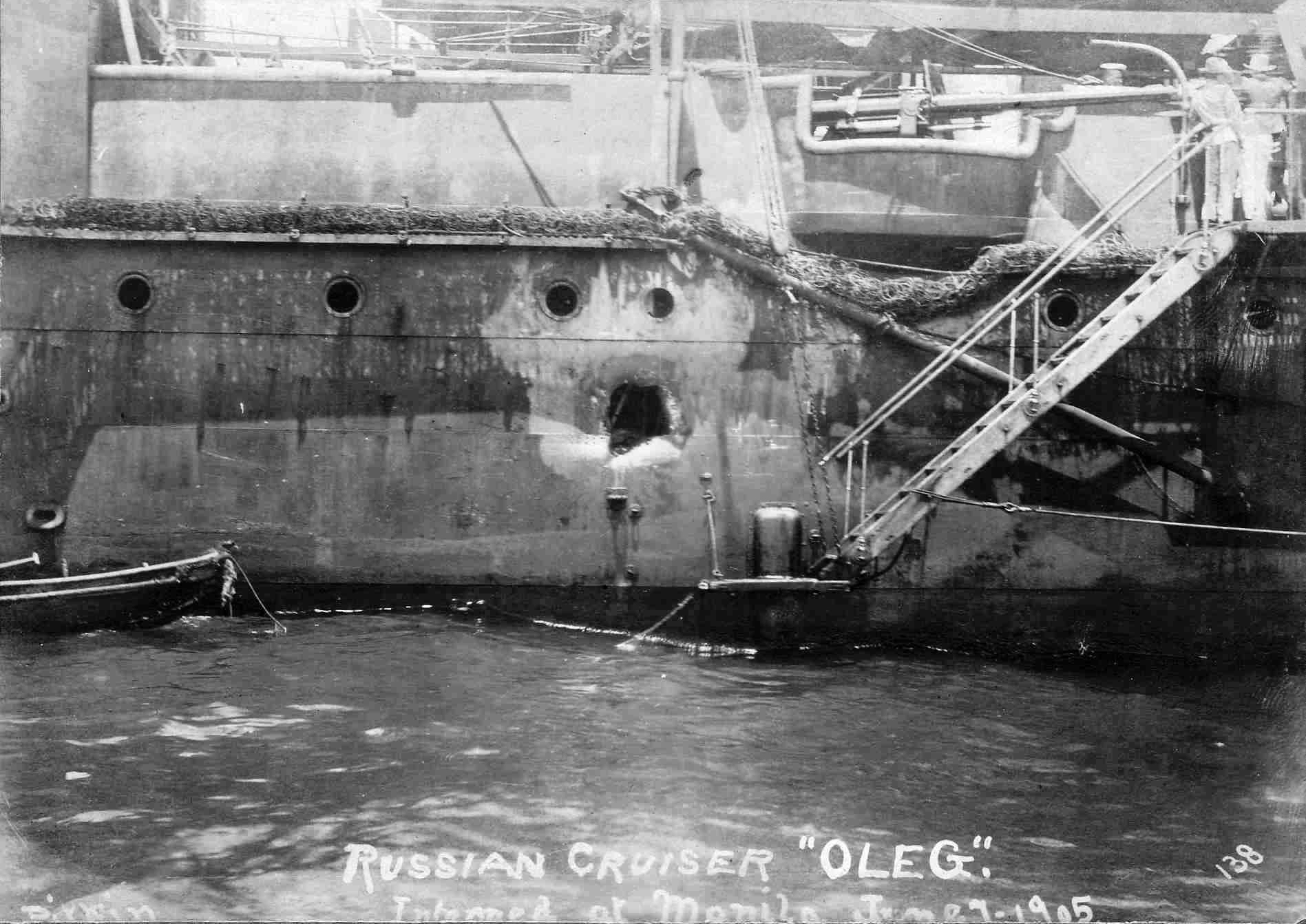
Das zusammengerollte Torpedoschutznetz des russischen Kreuzers Oleg hängt nach Schäden aus der Seeschlacht bei Tsushima 1905 über die Bordwand
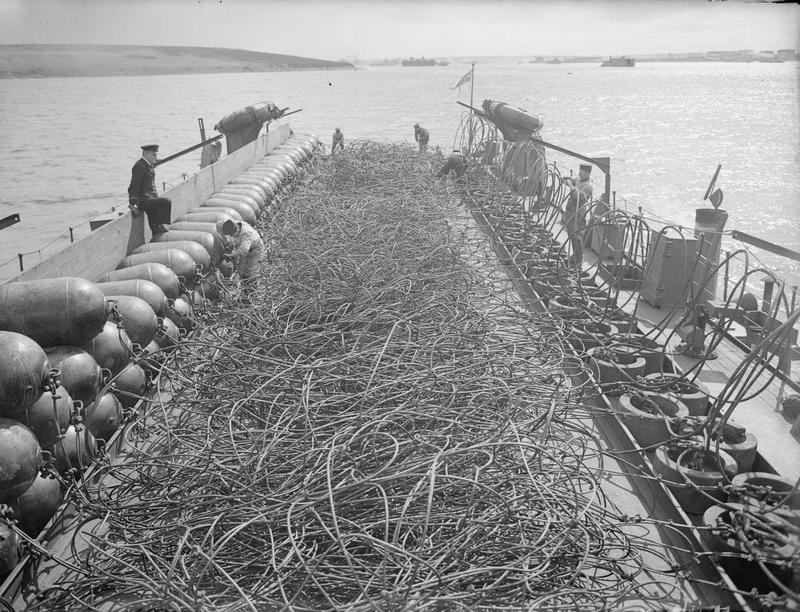
Verlegung von Torpedonetzen zum Schutz von Hafenanlagen
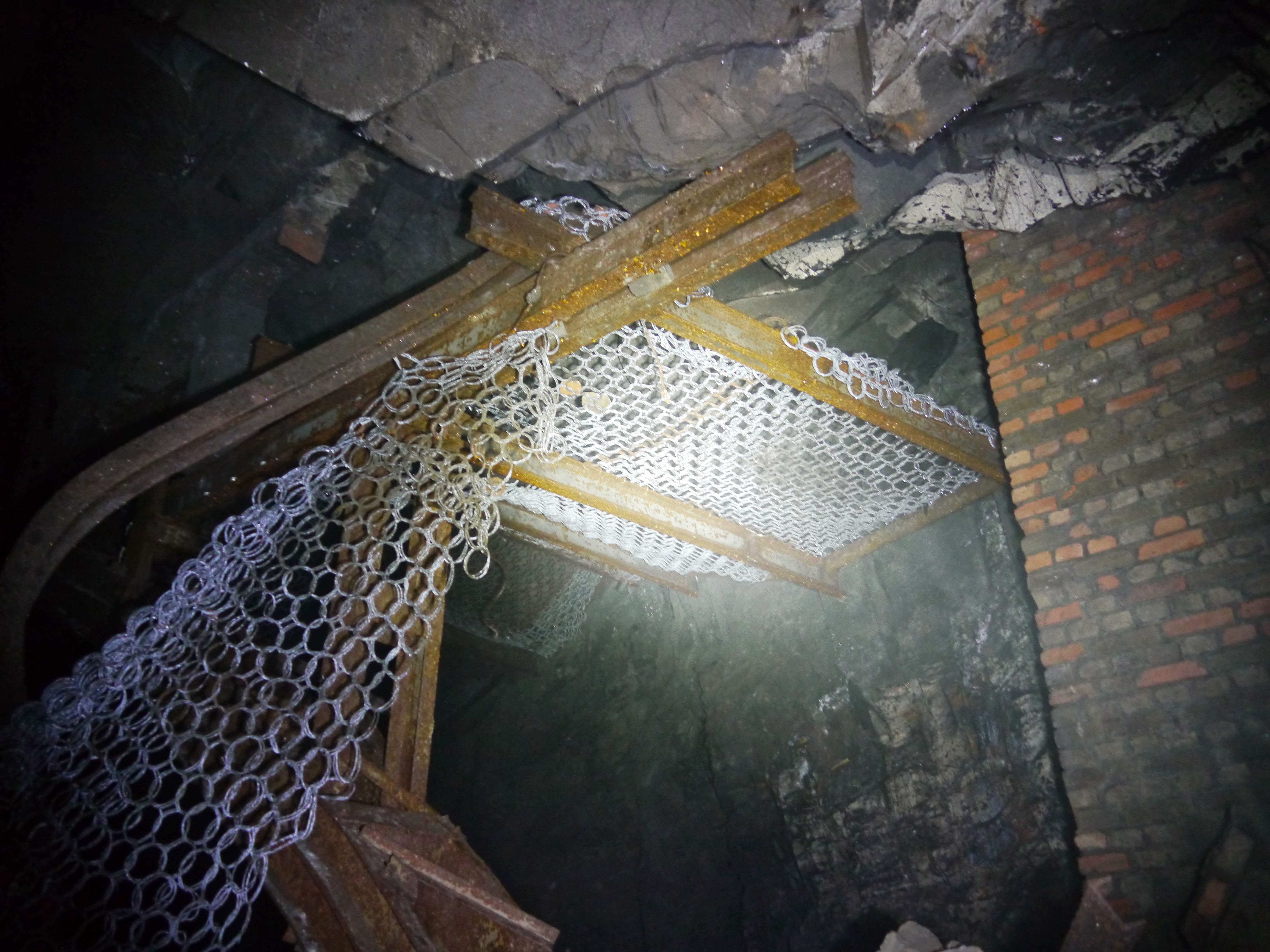
Torpedoschutznetz zweckentfremdet gegen Steinschlag in U-Verlagerung „ZW 8 Lehesten“